# Абрскил
«Абрски́л» — произведение абхазского героического эпоса, повествующее о богатыре Абрскиле, являющемся культурным героем абхазской мифологии. Эпос известен в различных вариантах записи и публикации с 1870-х годов.  

## Сюжет
Богатырь разгневал абхазского монотеистического бога Анцва и добыл огонь для людей, за что был навечно заточён в подземелье. Согласно другим вариантам произведения ему удалось бежать, но на воле он не выдержал дневного света и ушёл в горы.